# Moisei
Moisei é uma comuna romena localizada no distrito de Maramureș, na região histórica da Transilvânia. A comuna possui uma área de 112.63 km² e sua população era de 9258 habitantes segundo o censo de 2007.